# 1652
Évszázadok: 16. század – 17. század – 18. század
Évtizedek: 1600-as évek – 1610-es évek – 1620-as évek – 1630-as évek – 1640-es évek – 1650-es évek – 1660-as évek – 1670-es évek – 1680-as évek – 1690-es évek – 1700-as évek
Évek: 1647 – 1648 – 1649 – 1650 –  1651 – 1652 – 1653 – 1654 – 1655 – 1656 – 1657

## Események

### Határozott dátumú események
- március 9. – II. Rákóczi György a gyulafehérvári országgyűlésen fejedelemmé választatja a gyermek Rákóczi Ferencet.[1]
- március 11. – X. Ince pápa megerősíti nyitrai megyés püspöki tisztségében Szelepcsényi Györgyöt.
- augusztus 25. – A bars vármegyei Vezekénynél a királyi csapatok fényes győzelmet aratnak a törökök felett.[2]

### Határozatlan dátumú események
- az év folyamán –
  - III. Ferdinánd az ekkor már romos Zádor-várat Zichy Istvánnak adományozza, így egészen 1945-ig a Zichy birtok részét képezi.
  - A hollandok megalapítják fokföldi bázisukat, a későbbi Fokvárost.[3]

## Születések
- április 7. – XII. Kelemen pápa († 1740)[4]
- április 21. – Michel Rolle francia matematikus († 1719)
- november 1. – Berzeviczy Henrik magyar jezsuita rendi szerzetes, bölcselet- és teológiadoktor († 1713)

## Halálozások
- január 19. – Vilém Slavata gróf, cseh államférfi, történész (* 1572)
- február 4. – Rákóczi Zsigmond, I. Rákóczi György erdélyi fejedelem fia (* 1622)[5]
- február 7. – Gregorio Allegri olasz zeneszerző (* 1582)